# Strijp (Rijswijk)
Strijp is een buurtschap in de gemeente Rijswijk, in de Nederlandse provincie Zuid-Holland. Het ligt in het zuidwesten in de gemeente nabij het Wateringse Veld. De naam is afkomstig van het water De Strijp, dat voorheen de grens tussen Rijswijk en Wateringen vormde.
Het grondgebruik in de buurtschap, gelegen op de Schaapweipolder, bestond aanvankelijk vooral uit glastuinbouwfaciliteiten. In 1994 werd begonnen met de bouw van een nieuwbouwwijk in het gebied.

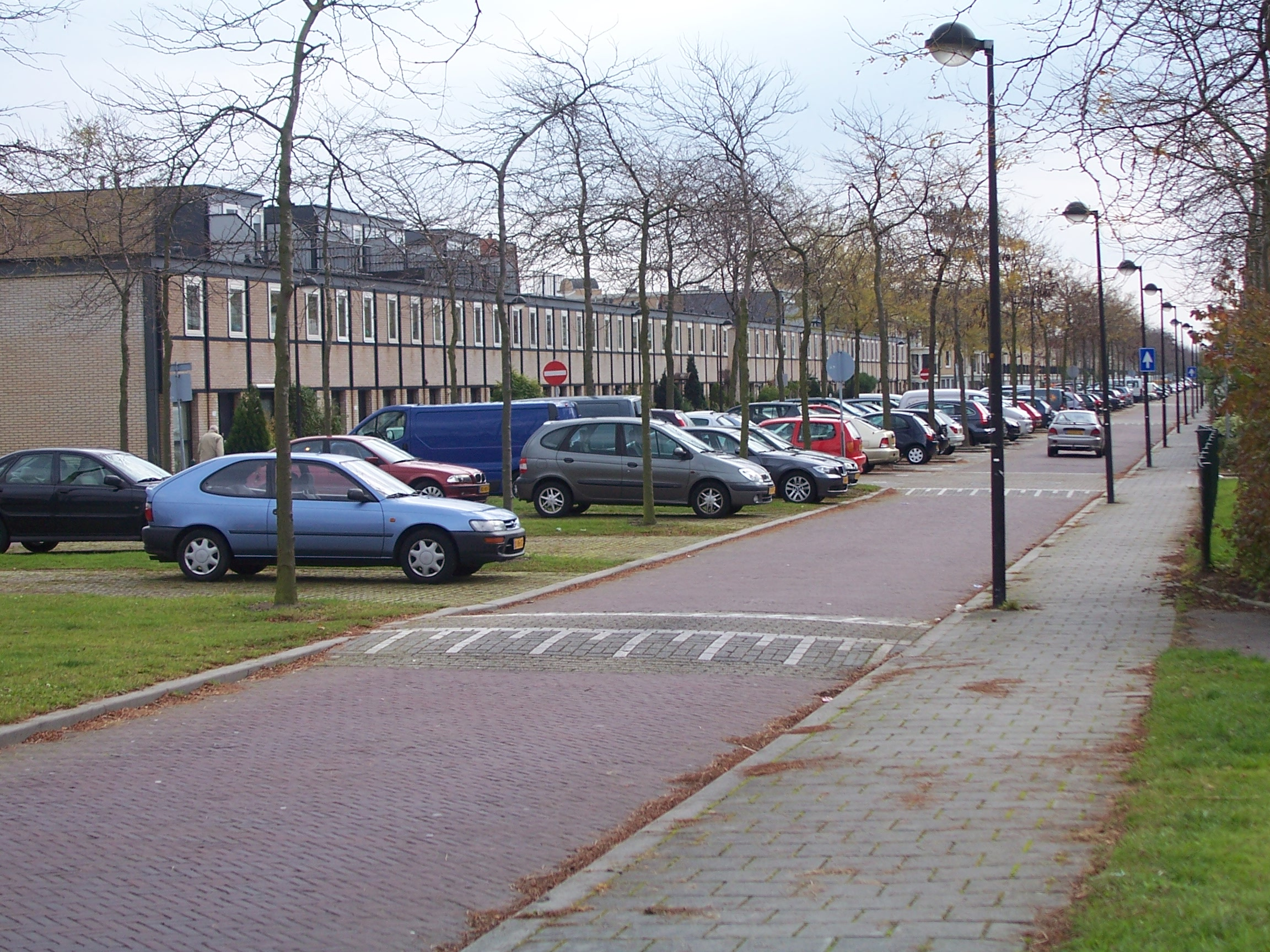
Strijplaan

Rijswijk · 't Haantje · Sion · Strijp

Zuid-Holland: Steden en dorpen    Nederland: Provincies · Gemeenten